# エベン・アレグザンダー (作家)
エベン・アレグザンダー（英: Eben Alexander III、1953年12月11日 - ）は、アメリカ合衆国の脳神経外科医で『プルーフ・オブ・ヘヴン--脳神経外科医が見た死後の世界』(Proof of Heaven: A Neurosurgeon's Journey into the Afterlife)の著者。この本の中でアレグザンダーは2008年に自身が遭遇した臨死体験を報告し、意識を生み出すのは脳では無いこと、また意識は肉体が死を迎えた後も存在し続けることを科学的に解明することは可能であり、いずれ解明されると強く主張している。

## 幼少期と家族・教育
アレグザンダーは医師のエベン・アレグザンダー・ジュニアを含む多くの学者や法律家、医師を輩出した一家に迎えられ、養子として育てられた。アレグザンダーはフィリップス・エクセター・アカデミーを1972年に卒業した後、ノースカロライナ大学チャペルヒル校を1975年に卒業(文学士)し、デューク大学医学大学院で1981年にM.D.を取得した。
アレグザンダーはデューク大学医療センターで一般外科のインターンシップを行った。その後デューク大学医療センターと英国のニューカッスル総合病院でレジデント(住み込みの研修医)を務めたほか、ブリガム・アンド・ウィメンズ病院とマサチューセッツ総合病院で研究フェローとレジデントを務めた。アレグザンダーは米国脳神経外科試験委員会と米国外科医師会(F.A.C.S.)によって専門医として認定された。

## 経歴

### 教員としての経歴・臨床医としての経歴
アレグザンダーはデューク大学医療センター、ブリガム・アンド・ウィメンズ病院、ハーバード大学医学大学院、マサチューセッツ大学医学大学院、バージニア大学医学大学院といった各機関で教えた。
アレグザンダーはブリガム・アンド・ウィメンズ病院、ボストン小児病院、ダナ・ファーバー癌研究所、マサチューセッツ総合病院、マサチューセッツ大学医療センター、セントラ・リンチバーグ総合病院といった各病院で医師として勤務した。

### 専門分野での活動
アレグザンダーは米国医師会のメンバーの1人である。

## 『プルーフ・オブ・ヘヴン』

### 内容
アレグザンダーは2012年に自伝的著書『プルーフ・オブ・ヘヴン--脳神経外科医が見た死後の世界』を書いた。アレグザンダーはこの本の中で、自身が2008年に髄膜炎によって昏睡状態に陥った際に遭遇した体外離脱体験と臨死体験(NDE)が、意識が脳とは独立して存在するものであることを証明すると主張している。アレグザンダーはまた、死は一種の移行であって、死後には完璧な輝きを放つ永遠の世界が待ち受けており、その世界には天使や雲や蝶、そして亡くなった親族達が存在していて、その中には自身の死んだ妹であると後に知るペザント・ドレスを着た美しい少女が居たと強く主張している。
アレグザンダーは更に、自身の体験が現在受け入れられている精神に対する理解を「破壊した」ために、「それは今や我々の足下に壊れて横たわっている」と主張し、「一生をかけて意識の本当の性質を調査して、我々が我々の脳よりも遥かに重要な存在である事実を確かめ、それを同業の科学者に対して、また一般大衆に対して可能な限り明白にしたい」としている。
アレグザンダーの著書は2012年10月のニューズウィーク誌の特集記事の中で引用された。(2012年5月に米国脳神経外科医協会の業界誌、AANS Neurosurgeon上の『昏睡状態での私の経験』という記事の中で、アレグザンダーは本の中で書かれた出来事のやや専門的な説明を行っている。)
この本の出版以降、アレグザンダーは世界中の教会、病院、医学大学院、学術シンポジウム等で講演を行っているほか、オプラ・ウィンフリーの「スーパーソウル・サンデー」を含む複数のTV番組にも出演した。
2014年9月21日の時点で、『プルーフ・オブ・ヘヴン--脳神経外科医が見た死後の世界』は『ニューヨーク・タイムズ』のベストセラー・リストに97週間留まっていた。
アレグザンダーは更に、自身の臨死体験とそれに対する科学的解釈を、米国脳神経外科学会の季刊誌 とミズーリ州医療協会の機関紙を含む複数の雑誌でより詳しく述べている。

### 批判・反応
2013年、『エスクァイア』誌はアレグザンダーの主張と医師としての経歴に対して調査を実施し、アレグザンダーが『プルーフ・オブ・ヘヴン』の出版以前、病院での職を複数回にわたって解雇・停職されていたと報告した。この報告ではまた、アレグザンダーが医療ミス隠蔽を目的とした医療記録の改ざん行為への最低2回の関与を含む複数の医療訴訟案件の対象になっていたとされる。
エスクァイア誌は更に、アレグザンダーが本で述べた出来事に関して複数の矛盾点があることを主張した。矛盾点の例として『フォーブス』に抜粋された記事の一部分によれば、「アレグザンダーは、自分は重度の細菌性髄膜炎の結果として昏睡状態に入り、その時点で脳の活動はほぼ停止していたと主張しているが、担当医の証言では、アレグザンダーが陥った昏睡は医学的な処置として人工的にもたらされた昏睡状態であり、処置の時点では幻覚状態にあったものの意識は持っていた」という。一方で、「臨死体験に関する最も信頼できる情報源（the most reliable source of information on NDEs）」を自称する非営利組織「International Association for Near-Death Studies」は、当該記事を批判しており、取材を受けたアレグザンダーの担当医師は記事の内容に否定的であり、実際の昏睡状態で起きた反射的な発作を、意識があった証拠と取り違えた内容の記事であるとしている。
アレグザンダーは批判に対して、「私が『プルーフ・オブ・ヘヴン』で述べたことは自分が体験したことの偽りの無い報告であり、この本の中で私は職業的・個人的な成功と失敗の両方を認めている。私はこの本に書かれた一字一句を支持しており、そこに含まれたメッセージは私の人生の目的になっている。『エスクァイア』の冷笑的な記事は私の脳神経外科医としての25年のキャリアにおける事実を捩じ曲げており、真実を犠牲にすることによって根拠の無い主張と恣意的な情報の引用がいかに組み立てられることになるかの模範例だ」と応酬した。
アレグザンダーの著書は複数の科学者から批判を受けている。その中の1人であるサム・ハリスは、アレグザンダーによる臨死体験の説明を「驚くほどに非科学的」であると述べ、「アレグザンダーの説明の全て、何から何までが、彼が天国のビジョンを見たとき、彼の大脳皮質は’シャットダウンされた’、’機能停止した’、’完全に停止した’、’完全にオフラインになった’、あるいは’完全な活動停止’状態にあったと繰り返し言うことに基づいている。彼がこの主張の根拠としている証拠は不十分であるばかりか、彼が関連する脳科学について何も知らないことを示唆している」として、「脳がシャットダウンしたとされるケースであっても、その患者が生き延びて自らの経験を語るのであれば、脳の活動は回復されている。そのようなケースでは一般的にいって臨死体験が脳がオフラインの状態で起きたことを立証することはできない」と述べた。
神経学者で作家のオリバー・サックスはハリスに同意して「臨死体験に関する自然な説明の可能性をアレグザンダー医師のように否定することは非科学的であるというよりも反科学的である」と述べ、「アレグザンダー医師のケースを説明する最も妥当な仮説のひとつは、彼の臨死体験は昏睡状態で起きたのでは無く、昏睡状態から目覚めて大脳皮質が機能を取り戻しつつある時に起こったというものだ。彼がこの理解しやすく、かつ自然な説明を許さず、超自然的な説明に固執していることは不思議だ」としている。2012年、アレグザンダーは批判者への反論を、『ニューズウィーク』での2度目の記事の中で発表した。

## The Map of Heaven
2014年10月、アレグザンダーの2冊目の著書The Map of Heaven: How Science, Religion, and Ordinary People Are Proving the Afterlifeが出版された。アレグザンダーはこの本の中で死後の世界が存在し、意識は脳とは独立して存在するという主張を繰り返した。自身の考えを裏付けるため、アレグザンダーは歴史上の哲学者・科学者・宗教指導者の著作を引用しているほか、読者から寄せられた『プルーフ・オブ・ヘヴン』で述べた自分の体験と合致する霊的な経験に関する手紙も紹介している。The Map of Heavenの抜粋は2014年10月の『デイリー・メール』上に掲載された。The Map of Heavenは2014年10月18日までの週付けで『ニューヨーク・タイムズ』ベストセラーの一冊となった。